# Ein Fremder am Strand
Ein Fremder am Strand (jap. 海辺のエトランゼ, Umibe no Étranger) ist ein Manga von Kanna Kii aus dem Jahr 2013. Seit 2014 erscheint die Fortsetzung Ein Fremder im Frühlingswind. 2020 kam ein Anime-Film in die japanischen Kinos, der auf dem Manga basiert. Die Geschichte handelt von der Liebe zwischen einem jungen Schriftsteller und einem jungen Mann, den er zufällig am Strand kennenlernt.

## Handlung

### Ein Fremder am Strand
Der junge Schriftsteller Shun Hashimoto (橋本 駿) lebt im Haus seiner Tante auf einer kleinen Insel in Okinawa. Abends sieht er am Strand vor dem Haus immer wieder den Oberschüler Mio Chibana (知花 実央) sitzen, der aufs Meer hinausstarrt. Er hat beide Eltern im Meer verloren und lebt nun bei Verwandten, ist aber stets traurig und einsam. Während Shuns Nachbarinnen, das lesbische Paar Eri und Suzu, ihn schon damit aufziehen er hätte sich in den Jungen verguckt, will Shun ihm in seiner Einsamkeit helfen. Er kam selbst drei Jahre zuvor auf die Insel, auf der Flucht vor seiner Familie, nachdem er seine Verlobte mit dem Geständnis, dass er schwul ist, vor dem Altar hat stehen lassen. Nachdem sich Mio Shun geöffnet hat und seine Traurigkeit überwunden, verlässt er die Insel, um woanders die Schule abzuschließen.
Drei Jahre später kehrt Mio überraschend zurück. Er gesteht Shun, dass er sich in ihn verliebt hat, doch der ist zunächst abweisend. Er zweifelt an Mios Gefühlen und will aus seiner eigenen, leidvollen Erfahrung heraus auch nicht, dass er eine gleichgeschlechtliche Beziehung eingeht. Doch Mio zieht ins gleiche Haus ein, als Eri und Suzu ausziehen, und so verbringen die beiden immer wieder Zeit miteinander. Nachdem Shun nach viel Stress die Abgabe seines Manuskripts geschafft hat, öffnet er sich auch Mio und beide werden ein Paar. Doch kurz darauf kommt Shuns Verlobte Sakurako auf die Insel. Sie will ihn überzeugen, nach Hause zurückzukehren, weil sein Vater krank sei. Außerdem versucht sie, Shun doch noch für sich zu gewinnen, da sie ihn noch immer liebt. Doch scheitert sie, nicht nur an Shuns, sondern auch an Mios Widerstand, der ihre Gefühle aber gut verstehen kann. Schließlich reist sie ohne Shun wieder ab. Doch Mio überzeugt seinen Geliebten, dass er dennoch zu seinen Eltern und sich versöhnen sollte. So beschließen sie, gemeinsam in Shuns Heimat zu reisen.

### Ein Fremder im Frühlingswind
In Shuns Elternhaus auf Hokkaidō angekommen, lernen die beiden, dass seine Eltern einen Jungen adoptiert haben: der siebenjährige Fumi. Der ist begeistert über seinen endlich zurückgekehrten, großen Stiefbruder, aber auch verärgert, weil der Sakurako verletzt hat, die Fumi sehr mag. Doch auch wenn er das Verhältnis der beiden nicht versteht, schließt Fumi den fröhlichen Mio schnell in sein Herz. Shuns Vater fehlt zwar körperlich nicht viel, doch ist er seit langem wegen Depression zu Hause. Die Eltern akzeptieren die Beziehung der beiden und das Paar zieht in einen Nebenbau des Hauses ein. Auch sonst werden sie schnell in die Familie eingebunden, vor allem durch Fumi und Shuns Mutter. Doch die Nähe der Familie stört das Paar auch, sodass Mio gelegentlich einen Besuch im Love Hotel organisiert und trotz seiner fehlenden Erfahrung versucht, dass er und Shun ein erfülltes Sexleben haben.
Nachdem sein Sohn einige Zeit wieder zurück ist, macht sein Vater erste Schritte, wieder arbeiten zu gehen. Shun versucht, zusammen mit Mio, dem das leichter fällt, Fumi ein guter großer Bruder zu sein. Weil er adoptiert wurde, wird Fumi in der Schule immer wieder von Chiho geärgert. Dann lernt Mio bei einem Elternabend in Fumis Schule zufällig Chihos Stiefvater Wada kennen – in den Shun in seiner Schulzeit verliebt war. Mio ärgert sich erst über ihn, weil er Shun damals verletzt hatte, aber auch weil er einen ihm bisher unbekannten Teil von Shun kennt. So freunden sich die beiden an und treffen sich häufiger. Und während Mio sich mit kleinen Nebenjobs etwas dazuverdient und sonst vom Nachlass seiner Eltern lebt, findet Shun durch seinen Vater die Motivation seine Arbeit ernster zu nehmen. Sein nächstes Buch wird dann zu einem Erfolg. Doch damit kommt auch das Interesse der Öffentlichkeit und Journalisten, die sich für die Familie und den Partner des Schriftstellers interessieren. Beide belastet diese plötzliche Aufmerksamkeit, doch bewältigt Mio sie mit seiner Geselligkeit und Shun lässt sie bald an sich abperlen.

## Veröffentlichung
Der Manga erschien von Juli 2013 bis Juni 2014 im Magazin On Blue bei Shodensha. Er war das Debütwerk der Zeichnerin. Die Kapitel wurden auch gesammelt in einem Band herausgegeben. Seit Juli 2014 erscheint im gleichen Magazin die Fortsetzung Harukaze no Étranger, deren Sammelausgabe bisher fünf Bände umfasst. Der zweite dieser Bände verkaufte sich in Japan über 17.000 mal in der ersten Woche nach Erscheinen.
Eine deutsche Übersetzung des Mangas erschien im Januar 2016 als Ein Fremder am Strand bei Tokyopop. Die Fortsetzung bringt der Verlag seit April 2016 als Ein Fremder im Frühlingswind heraus, bisher erschienen fünf Bände. Eine spanische Fassung erschien bei Milky Way Ediciones und eine englische wurde auf der Online-Plattform Renta! veröffentlicht.

## Hörspiel
Der Manga wurde als Hörspiel adaptiert, das am 26. August 2016 in Japan auf CD erschien. Dazu erschien auch eine Bonusszene, die exklusiv bei Animate zu erwerben war. Ein zweites Hörspiel, das auf dem ersten Band der Fortsetzung beruht, erschien am 27. Oktober 2017.

## Anime-Film
Im Oktober 2019 wurde angekündigt, dass der Manga verfilmt werden und 2020 in die japanischen Kinos kommen soll. Verantwortlich für die Produktion war das damals neu gegründete Boys-Love-Filmlabel Blue Lynx. Der Film entstand bei Studio Hibari unter der Regie von Akiyo Ohashi, der auch das Drehbuch schrieb. Die Mangaka Kanna Kii entwarf das Konzept sowie das Charakterdesign. Die künstlerische Leitung lag bei Yumiko Kuga und für den Ton war Akiko Fujita verantwortlich. Die Musik komponierte Mina Kubota.
Der Film kam am 11. September 2020 in die japanischen Kinos. In Deutschland kam der Film im Rahmen der Kazé Anime Nights am 28. September 2021 in die Kinos. Am 18. November 2021 sollte der Film ursprünglich als Limited Edition auf DVD und Blu-ray erscheinen. Aufgrund von weltweiter Rohstoffknappheit ist der Film schließlich am 13. Januar 2022 auf DVD und Blu-ray erscheinen.

## Synchronisation
| Rolle          | Japanische Sprecher (Seiyū) | deutscher Sprecher |
| -------------- | --------------------------- | ------------------ |
| Shun Hashimoto | Taishi Murata               | Konrad Bösherz     |
| Mio Chibana    | Yoshitsugu Matsuoka         | Maximilian Artajo  |
| Sakurako       | Yu Shimamura                | Ronja Peters       |
| Eri            | Kanae Itou                  | Friederike Walke   |
| Suzu           | Sayaka Nakaya               | Melinda Rachfahl   |
| Tante          | Hana Satou                  | Denise Gorzelanny  |